# Коледимачине
Коледима̀чине (на италиански: Colledimacine, на местен диалект Collëdëmacënë, Колъдъмачънъ) е село и община в Южна Италия, провинция Киети, регион Абруцо. Разположено е на 770 m надморска височина. Населението на общината е 245 души (към 2010 г.).